# Mitch Potter
Mitchell « Mitch » Potter (né le 16 septembre 1980) est un athlète américain, spécialiste du 400 mètres.

## Biographie
Il remporte la médaille d'or du 400 m et la médaille d'argent du relais 4 × 400 m lors des Jeux panaméricains de 2003, à Saint-Domingue. 
Son record personnel sur 400 m, établi le 14 juin 2003 à Sacramento, est de 44 min 58 s.